# Hüfthose

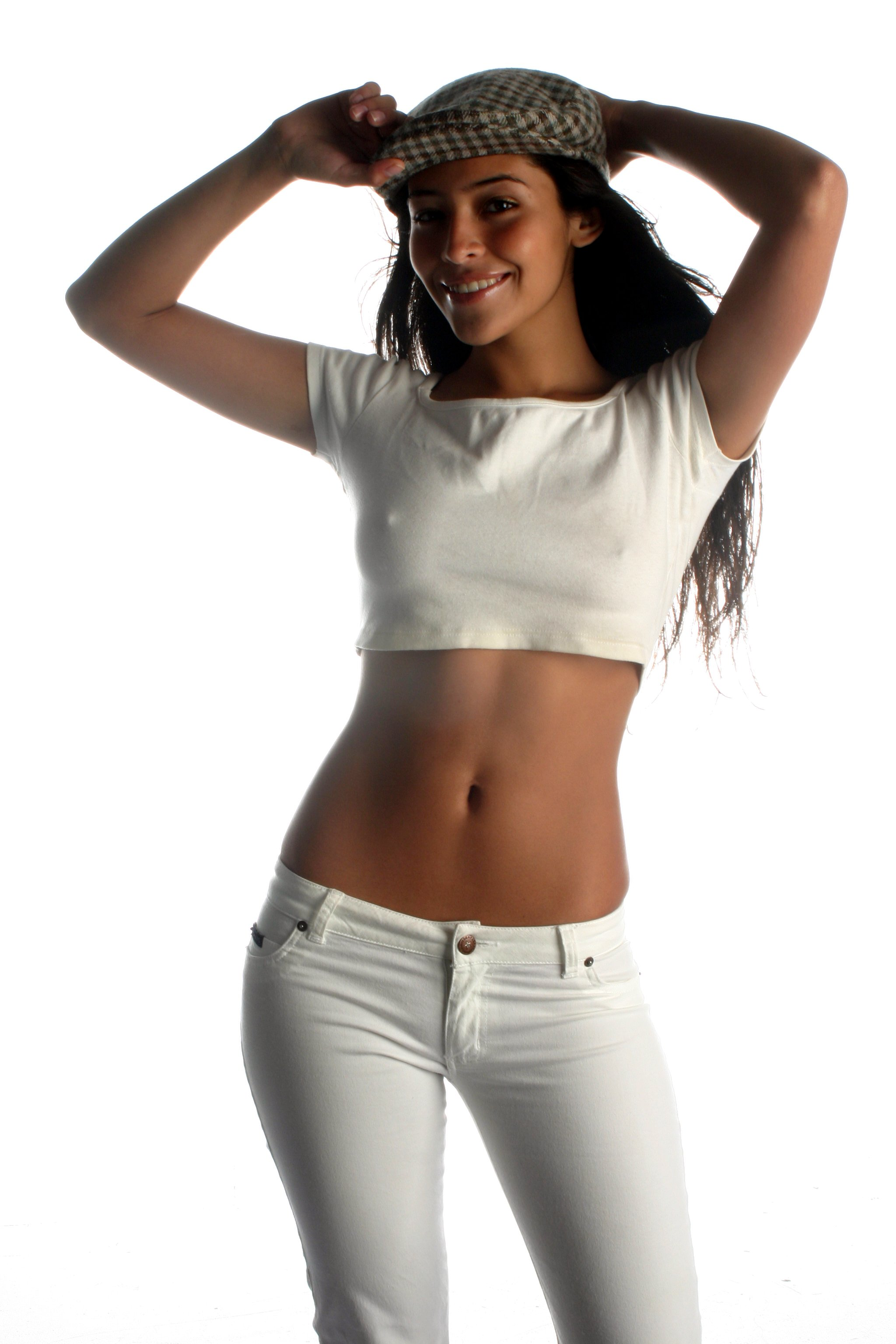
Damen-Hüftjeans

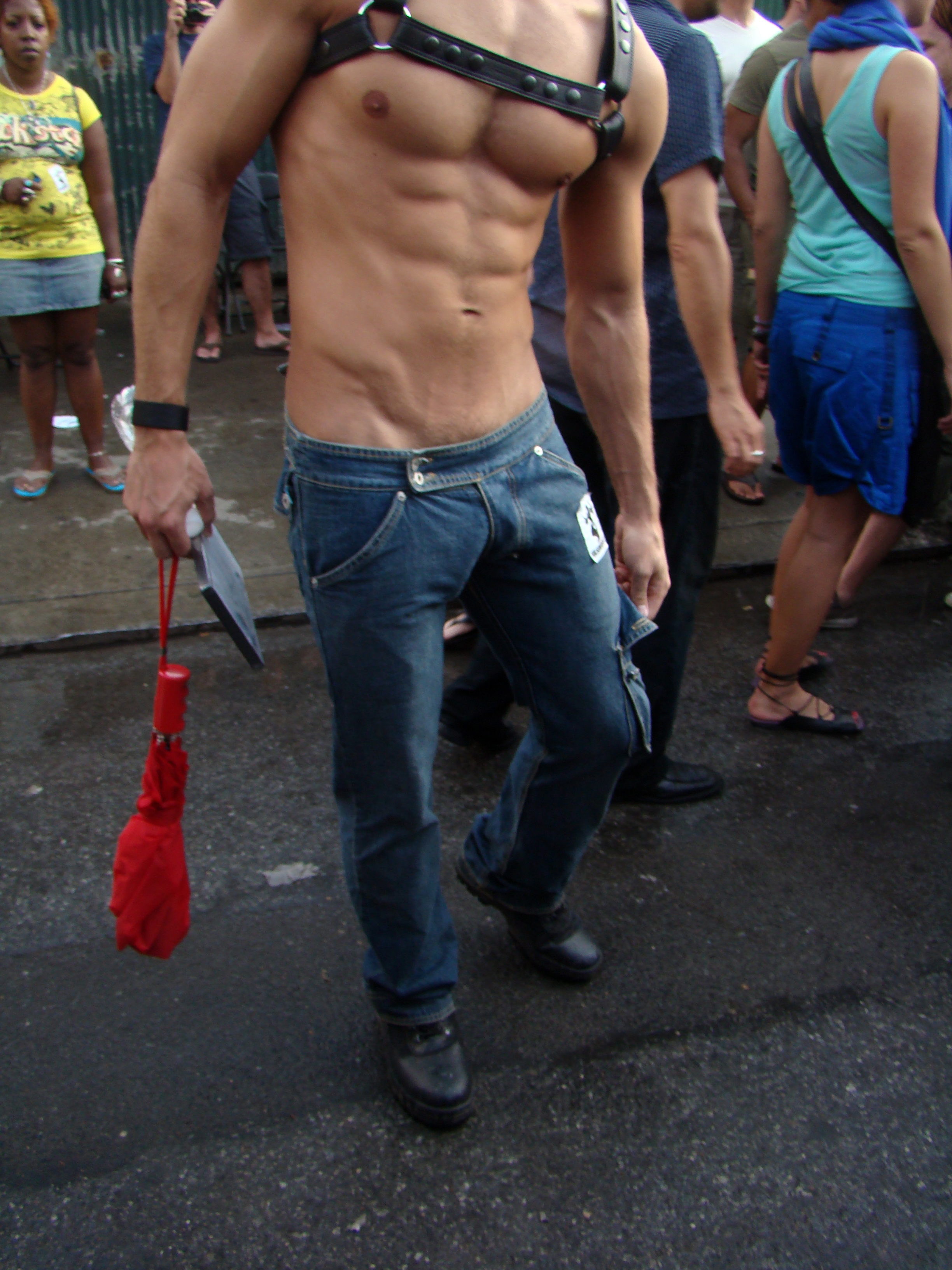
Herren-Hüftjeans

Hüfthosen (auch englisch Hipster) sind in der Taille kurz geschnittene, tief sitzende Hosen oder Unterhosen. Die Mode wird von Frauen oder auch Männern getragen. 

## Geschichte
In den 1970er Jahren kamen sie erstmals in Mode, verschwanden dann wieder, bis 1995 der Modemacher Gucci mit dem Modedesigner Tom Ford die Hüfthosen wieder modisch machte.  Ford verblüffte die Modepresse mit seiner Kollektion von Hipsterhosen in schockierenden Farben, aus Wildleder, Seide und Samt, kombiniert mit bis zur Taille offenen Satinhemden. In den USA wurden daraufhin die Hipster zum Renner, in Europa lief der Trend etwas langsamer an.

## Beschreibung

Verschiedene Arten von Damenunterwäsche

Kennzeichnend für Hipster als Unterwäsche ist der tiefe Sitz auf der Hüfte; sie sind knapp und körpernah geschnitten, enden erst kurz vor Beginn des Gesäßes. Im Gegensatz zu einem herkömmlichen Slip verfügen Hipster über kleine Beinansätze, deren Bund unten gerade abschließt. Ebenso gerade gestaltet sich auch der Hüftbund, der weit unter dem Bauchnabel verläuft. Hipster werden oftmals aus Baumwolle sowie Elasthan hergestellt, um ein angenehmes Tragegefühl sowie auch die für das enge Anliegen nötige Dehnfähigkeit zu erzielen.